# حسین ابراهیمی
حسین ابراهیمی (زادهٔ ۱۲ مرداد ۱۳۶۹) بازیکن فوتبال اهل ایران است که در پست هافبک بازی می‌کند.

## سوابق باشگاهی
او فوتبال خود را از تیمهای نوجوانان و جوانان پگاه گیلان آغاز کرد و در هفده سالگی فرصت بازی با تیم پگاه گیلان در لیگ برتر را به دست آورد سپس به تیم داماش گیلان منتقل شد و برای سربازی به تیم نظامی ملوان رفت و پس از سربازی به داماش برگشت. وی در سال ۲۰۰۸، به تیم ملی فوتبال ایران دعوت شد و در بازیهای غرب آسیا حضور پیدا کرد که این بازیها با قهرمانی ایران به پایان رسید. وی سابقه حضور در تیم‌های نفت تهران و فولاد خوزستان را نیز در کارنامه دارد. او در سال ۹۶ به سپیدرود رشت پیوست.

## افتخارات
- نایب قهرمانی در جام حذفی ۸۷-۸۶ به همراه پگاه گیلان
- قهرمانی در جام حذفی ۱۳۹۹–۱۴۰۰ به همراه فولاد خوزستان
- قهرمانی در مسابقات فوتبال غرب آسیا ۲۰۰۸ به همراه  تیم ملی ایران